# Terrestribythinella baidashnikovi
Terrestribythinella baidashnikovi is een slakkensoort uit de familie van de Hydrobiidae. De wetenschappelijke naam van de soort is voor het eerst geldig gepubliceerd in 1992 door Sitnokova, Starobogatov & V. Anistratenko.